# Klaus Macharzina
Klaus Macharzina (* 2. Juli 1939 in Waldenburg in Schlesien) ist ein deutscher Ökonom, Betriebswissenschaftler und Managementlehrer, er war Präsident der Universität Hohenheim (1994–2002).

## Leben und Wirken
Macharzina wurde in Schlesien als Sohn eines selbständigen Kaufmanns geboren. Nach der Übersiedlung in den Westen, erhielt er seine Schulausbildung in Kreiensen und Ingolstadt. Nach dem Abitur studierte er zunächst Musik an der Staatlichen Hochschule für Musik in München und anschließend Volks- und Betriebswirtschaftslehre an der Ludwig-Maximilians-Universität München mit dem Abschluss Diplom-Kaufmann und Promotion zum Dr. oec.publ. 1970.
Als Akademischer Rat an der Universität Augsburg war er 1970–1973 verantwortlich für den Aufbau des Kontaktstudiums dieser Universität. Von 1973 bis 1976 war Macharzina Senior Lecturer und Professor of International Accounting an der University of Lancaster in Großbritannien. 1976 nahm er den Ruf als Professor für Betriebswirtschaftslehre an der Universität Hohenheim an und blieb trotz mehrerer Rufe anderer Universitäten bis zur Pensionierung 2005. Er war Dekan der Fakultät Wirtschafts- und Sozialwissenschaften in Hohenheim (1981–1983), Gastprofessor an der Universität Antwerpen (WS 1981/82), der University of Sydney (WS 1984/85), dem Institute for International Studies and Training, Tokyo und Fujinomiya-Shi (SS 1988) und der University of Hawaii (WS 1988/89).
Macharzina wurde 1994 zum Präsidenten der Universität Hohenheim gewählt (1998 bestätigt) und führte dieses Amt bis 2002. Als stellvertretender Vorsitzender der Landesrektorenkonferenz Baden-Württemberg fungierte er 2001/02.
Er war im Zeitraum von 1980 bis 2005 Herausgeber der wissenschaftlichen Fachzeitschrift Management International Review (MIR). Seit 2005 fungieren seine früheren Mitarbeiter Joachim Wolf und Michael-Jörg Oesterle als Herausgeber, während er gleichzeitig zum Ehrenherausgeber ernannt wurde.
Macharzina ist verheiratet mit Anja Macharzina und hat drei Kinder.

## Ehrungen und Auszeichnungen
- 1995 Professor h. c., Universidad Gabriela Mistral, Santiago, Chile[1]
- 1998 Fellow der Academy of International Business (AIB)[1]
- 2000 Bundesverdienstkreuz 1. Klasse der Bundesrepublik Deutschland[1]
- 2001 Doktor h. c. der Staatlichen Akademie für Veterinärmedizin und Biotechnologie Moskau[1]
- 2001 Professor h. c. der Staatlichen Universität für Lebensmittelproduktion Moskau[1]
- 2003 Fellow der European International Business Academy (EIBA)[1]
- 2008 Doktor h. c. der Technischen Universität Dortmund

## Wichtigste Veröffentlichungen und Quellen
- Interaktion und Organisation, Diss. München 1970;
- Management Development for Industrializing Countries 1972;
- Führungswandel in Unternehmung und Verwaltung 1974;
- Personalmanagement, 2 Bde. Gabler Wiesbaden 1977;
- Diskontinuitätenmanagement 1984;
- Finanz- und bankwirtschaftliche Probleme bei internationaler Unternehmenstätigkeit 1985;
- European Approaches to International Management 1986;
- Unternehmungsverfassung, interne Informationspolitik der Unternehmung und Arbeitnehmerverhalten 1988;
- Handwörterbuch Export und Internationale Unternehmung Poeschel 1989 ISBN 3-7910-8029-6;
- Werthaltungen in den neuen Bundesländern; Verlag Gabler Wiesbaden 1993 ISBN 3-409-13859-5;
- Unternehmensführung 1993, 7. vollst. überarb. u. erw. Aufl. 2010 (ab 5. Aufl. mit J. Wolf); Gabler Wiesbaden 2010 ISBN 978-3-8349-2214-4;
- Handbuch Internationales Management 1997, 2. überarb. u. erw. Aufl. 2002 Verlag Gabler Wiesbaden ISBN 3-409-22184-0;
- Mehr als 100 weitere Beiträge in Zeitschriften und Sammelwerken.